# 吉布斯采样
吉布斯采样（英語：Gibbs sampling）是统计学中用于马尔科夫蒙特卡洛（MCMC）的一种算法，用于在难以直接采样时从某一多变量概率分布中近似抽取样本序列。该序列可用于近似联合分布、部分变量的边缘分布或计算积分（如某一变量的期望值）。某些变量可能为已知变量，故对这些变量并不需要采样。
吉布斯采样常用于统计推断（尤其是贝叶斯推断）之中。这是一种随机化算法，与最大期望算法等统计推断中的确定性算法相区别。与其他MCMC算法一样，吉布斯采样从马尔科夫链中抽取样本，可以看作是Metropolis–Hastings算法的特例。
该算法的名称源于约西亚·威拉德·吉布斯，由斯图尔特·杰曼与唐纳德·杰曼兄弟于1984年提出。

## 演算法
吉布斯采样适用于条件分布比边缘分布更容易采样的多变量分布。假设我们需要从联合分布 {\displaystyle p(x_{1},\dots ,x_{n})}中抽取{\displaystyle \mathbf {X} =(x_{1},\dots ,x_{n})}的{\displaystyle \left.k\right.}个样本。记第{\displaystyle i}个样本为{\displaystyle \mathbf {X} ^{(i)}=\left(x_{1}^{(i)},\dots ,x_{n}^{(i)}\right)}。吉布斯采样的过程则为：
1. 确定初始值{\displaystyle \mathbf {X} ^{(1)}}。
2. 假设已得到样本{\displaystyle \mathbf {X} ^{(i)}}，记下一个样本为{\displaystyle \mathbf {X} ^{(i+1)}=\left(x_{1}^{(i+1)},x_{2}^{(i+1)},\dots ,x_{n}^{(i+1)}\right)}。于是可将其看作一个向量，对其中某一分量{\displaystyle x_{j}^{(i+1)}}，可通过在其他分量已知的条件下该分量的概率分布来抽取该分量。对于此条件概率，我们使用样本{\displaystyle \mathbf {X} ^{(i+1)}}中已得到的分量{\displaystyle x_{1}^{(i+1)}}到{\displaystyle x_{j-1}^{(i+1)}}以及上一样本{\displaystyle \mathbf {X} ^{(i)}}中的分量{\displaystyle x_{j+1}^{(i)}}到{\displaystyle x_{n}^{(i)}}，即{\displaystyle p\left(x_{j}^{(i+1)}|x_{1}^{(i+1)},\dots ,x_{j-1}^{(i+1)},x_{j+1}^{(i)},\dots ,x_{n}^{(i)}\right)}。
3. 重复上述过程{\displaystyle k}次。

在采样完成后，我们可以用这些样本来近似所有变量的联合分布。如果仅考虑其中部分变量，则可以得到这些变量的边缘分布。此外，我们还可以对所有样本求某一变量的平均值来估计该变量的期望。